# КрАЗ C20.2
КрАЗ С20.2 (англ. KrAZ C20.2) — сімейство вантажних автомобілів-самоскидів виробництва АвтоКрАЗ з компонувальною схемою «кабіна над двигуном» і колісною формулою 6х4 призначений для перевезення сипучих і навалювальних вантажів по дорогах з твердим покриттям, у тому числі з кругляка і щебеню, і по ґрунтових дорогах.

## Історія створення
27 червня 2008 року на автошоу «КрАЗ-2008» в Кременчуці вперше представлений експериментальний безкапотний трьохосний самоскид КрАЗ-7238С4 з мостами виробництва компанії FAW, ліцензійною кабіною MAN F2000, 10,8 літровим шестициліндровим рядним двигуном Cummins ISMe 385 30 (Євро-3, 380 к.с.) з системою вприску Common Rail та коробкою передач Shaanxi 9JS150TA-B. Вантажопідйомність прототипу складала 25 тонн, а об'єм вантажної платформи склав 15 м3 вантажу. Прототип на рік відправили на експлуатацію в Полтавський гірничорудний кар'єр для проведення досліджень.
У 2009 році АвтоКрАЗ ввів нову систему позначень для своїх вантажівок. Вона стосується тільки нових моделей, а за всіма іншими залишаються їхні колишні індекси. Ця система, на відміну від старої, прийнятої в 1996 році, тепер містить інформацію про ряд важливих особливостей моделей. Буква на початку індексу вказує на тип автомобіля: С — самоскид, Т — тягач, Н — шасі, B — бортова вантажівка. Далі слід двозначна цифра, що позначає вантажопідйомність (або навантаження на сідло) в тоннах. Потім через точку йде порядковий номер модифікації. Крім того, при наявності односхилої ошиновки до індексу додається літера Е, а повний привід позначається буквою X. Таким чином, індекс Т17.0EX розшифровується: Т — тягач, 17 — навантаження на сідло 17 тонн, 0 — номер модифікації, Е — односхила ошиновка, Х — повний привід.
28 червня 2009 року на автошоу «КрАЗ-2009» в Кременчуці представлений дослідний безкапотний самоскид КрАЗ С20.0, який став подальшим розвитком моделі КрАЗ-7238С4. КрАЗ С20.0 отримав пластикову каркасно-панельну кабіну власного виробництва, двигун ЯМЗ-6501.10 потужністю 362 к.с. (виготовлений за ліцензією Renault DCi 11), 12-ст. КПП Eaton Fuller та мости власного виробництва.
В 2011 році почалося серійне виробництво самоскидів КрАЗ С20.2.
В 2012 році представили модель КрАЗ С20.2R з ліцензійною кабіною від Renault Kerax.

## Опис
КрАЗ С20.2 обладнаний 362-сильним двигуном ЯМЗ-6501.10, має однодискове зчеплення і 9-ст. коробку передач 9JS200ТА.
Двигун розрахований на експлуатацію при температурі навколишнього повітря від −60 до +50 градусів, відносної вологості повітря до 98 % при температурі 25 градусів, запиленості повітря до 0,4 грама на кубічний метр, в районах, розташованих на висоті до 1500 метрів, без зниження потужності, економічних та інших показників і до 4500 метрів над рівнем моря з подоланням перевалів до 4650 метрів з відповідним зниженням показників. Також на двигуні впроваджена система паливної подачі «Bosch» — CRS-2 другого покоління, завдяки якій викид шкідливих речовин в атмосферу відповідає нормам Євро-3.
Вантажівка може оснащуватися широкою гамою силових агрегатів, включаючи V-подібні двигуни.
Шасі самоскида має посилену балансирну підвіску задніх мостів, передню вісь зі збільшеною до 8 тонн вантажопідйомністю, рульовий механізм інтегрального типу, безкамерні шини підвищеної вантажопідйомності.
Така підвіска дозволяє експлуатувати самоскид при нормальному навантаженні в 25 тонн, однак може витримати і більше.

## Модифікації
- КрАЗ С20.0 — дослідна модель з кабіною виробництва АвтоКрАЗ розроблена в 2009 році;
- КрАЗ С20.2 — базова модель з кабіною виробництва АвтоКрАЗ;
- КрАЗ С20.2R — автомобіль КрАЗ С20.2 з кабіною від вантажівки Renault Kerax.
- КрАЗ С20.2M — автомобіль КрАЗ С20.2 з кабіною від вантажівки MAN F2000, яка виробляється за ліцензією в Китаї фірмою Shaanxi.